# Caudron C.440 Goéland
El Caudron C.440 Goéland ("gaviota") fue un monoplano bimotor de transporte y pasaje de ala baja cantilever de seis plazas, diseñado en 1934. Fue construido por la firma francesa Société des Avions Caudron en diferentes versiones hasta el estallido de la II Guerra Mundial, durante ella y después del conflicto.

## Diseño y desarrollo

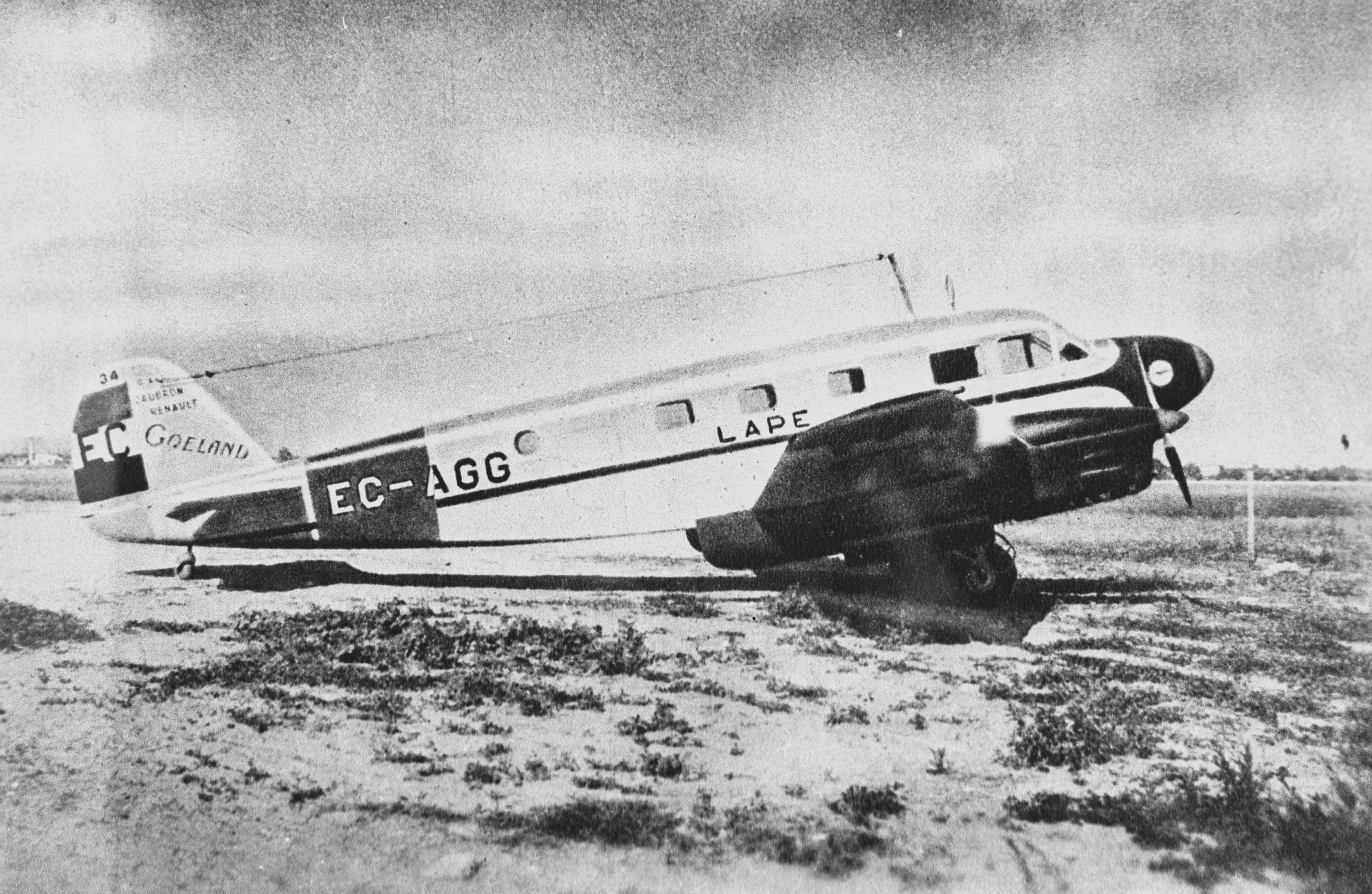
Caudron C.445 de LAPE.

Diseñado y desarrollado en 1934 por Marcel Riffard para satisfacer la necesidad de un transporte rápido, económico y cómodo para transportar un número limitado de pasajeros. Era un monoplano de ala baja cuya estructura de doble larguero estaba construida a base de madera de abeto revestida de contrachapado; la parte interna del los bordes de fuga estaba ocupada por flaps. El fuselaje estaba construido de madera revestida también de contrachapado, excepto la proa (morro) y la parte superior de la cabina, que estaban forradas de láminas de metal. La cola de tipo cantilever estaba construida en madera, recubierta de contrachapado en los elementos fijos y de tela en las superficies de control. El prototipo estaba propulsado por dos motores Renault 6P Bengali de 180 hp (más tarde se instalaron otros modelos Renault) alojados en góndolas metálicas que se extendían hacia abajo y detrás de las alas; en su parte inferior se alojaban las patas del tren de aterrizaje, provistas de horquillas oleo neumáticas, que se replegaban hacia atrás; la rueda de cola era orientable no retráctil.
El prototipo C.440 n° 1 realiza su primer vuelo el 5 de marzo de 1935 con Raymond Delmotte a los mandos. El avión, matriculado F-ANKV, se transfiere luego a Istres para llevar a cabo las pruebas oficiales. En un principio, en su configuración básica como transporte de pasajeros, el Goéland contaba con una cabina con capacidad para seis plazas. El piloto y el copiloto, que también tenía la misión de operador de radio, se sentaban lado a lado y disponían de mandos dobles.
La producción del Goéland se mantuvo en sus diferentes versiones hasta el inicio de la II Guerra Mundial: la variante principal fue la C.445. Fue solicitado por la Armée de l´Air al departamento de investigación de Caudron una variante que ofreciera un interior modular (pasajeros o carga), con la designación C.445M, y que fue utilizado en múltiples cometidos, entre ellas las de avión de comunicaciones y enlace y entrenamiento de tripulaciones; este tipo también fue operado por la Aéronavale .
Los principales usuarios civiles del Goéland fueron Air France, Air Bleu y Régie Air Afrique. Air Blue operó un C.444 y algunos C.445 en un servicio postal nocturno entre París y Pau, y Régie Air Afrique los utilizó en sus rutas hacia el norte de África. También fue usado en el África Occidental Francesa y en Madagascar. Este avión se vendió a la compañía yugoslava Aeroput (dos C.448), a las fuerzas aéreas de Bélgica (2) y de Bulgaria.
Durante la guerra civil española, el bando gubernamental compró seis ejemplares de la serie C.445; dos sirvieron con la compañía estatal LAPE y el resto fue utilizado por las FARE como transportes. Un único C.448 fue adquirido para la aerolínea Air Pyrenees; volando este avión, el capitán Yanguas desertó al bando nacionalista en junio de 1937, recibió el código militar 31-2 y sirvió como avión de enlace para el Grupo de Caza 2-G-3 comandado por Joaquín García Morato. Fue derribado sobre el Ebro en 1939. Otro Goéland fue utilizado después de la guerra, cuando fue devuelto por los franceses desde Orán, a donde había volado, siendo internado cuando la República capituló; fue retirado del servicio a mediados de los años cuarenta.
Su producción continuó durante la Batalla de Francia y a su término, tras el armisticio y, aunque algunos ejemplares huyeron en 1940 a Gran Bretaña, los alemanes requisaron unos 54 aparatos; algunos de ellos fueron utilizados por Luft Hansa y otros por la Luftwaffe, mientras que doce unidades fueron transferidas en 1942 a la Slovenské vzdušné Zbrane (Fuerza aérea eslovaca). La fabricación se reanudó en septiembre de 1940 bajo control alemán en las factorías Renault de Billancourt y Caudron en Issy-les-Molineaux. La serie C.445/1 se dejó de fabricar en marzo de 1943. En enero de 1942 se llegó a un acuerdo con el gobierno de Vichy para comenzar la fabricación de la nueva serie Caudron EF, y en noviembre de ese año se entregaron un total de 58 nuevos aviones de esta serie, que continuó hasta agosto de 1943; sin embargo, dicha producción quedó prácticamente interrumpida a raíz de los bombardeos de ambas factorías por los aliados en 1943, por lo que entre febrero y octubre de 1943 solo se pudieron entregar otros 64 C.445 EF, que fueron entregados a la Luftwaffe. Los Goéland fueron también usados por las fuerzas aéreas de la Francia de Vichy en la metrópoli y en las colonias francesas, yendo la mayoría a parar al norte de África. 
Al término del conflicto, la firma Caudron fue nacionalizada por el gobierno francés bajo el nombre de Ateliers Aéronautiques d´Issy-les Molineaux, prosiguiendo la fabricación del C.445M con la denominación AA.1. Estos Goéland de posguerra continuaron operando con Air France, y a principios de 1946, esta compañía contaba con 42 C.445 y C.449, así como otras compañías de transporte como Sabena, Aigle Azur y CAT. Además, otros aparatos siguieron volando con la Armé de l´Air y la Aéronavale.
La producción total de todas las variantes fue de 1702 unidades (según otras fuentes fueron menos de 1500), siendo los ejemplares más antiguos reconvertidos a estándares más avanzados.

## Variantes

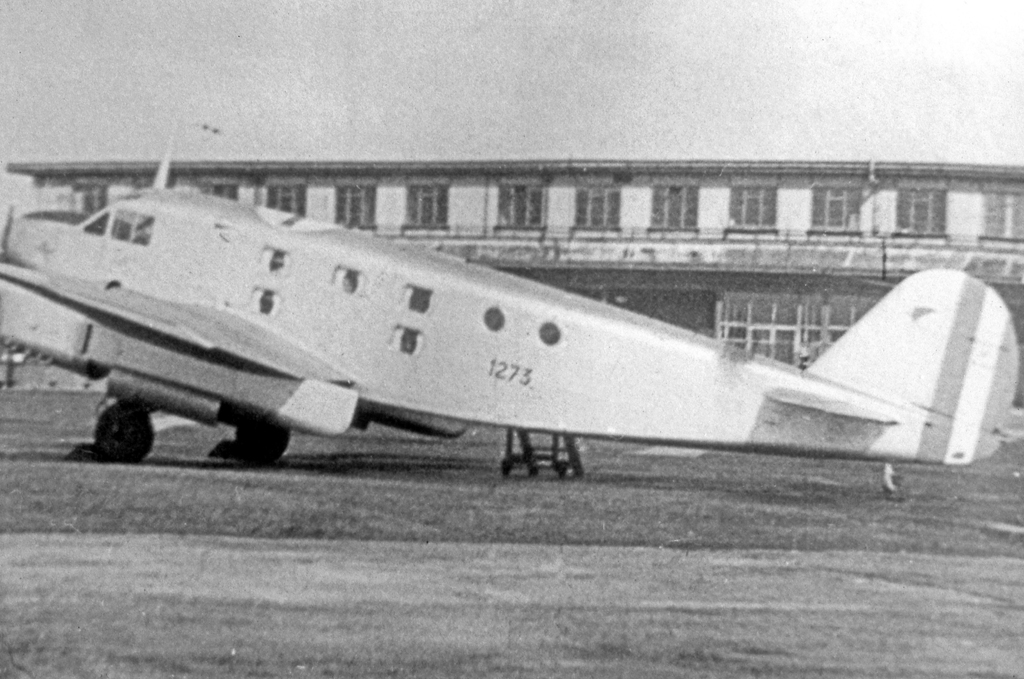
Caudron C.447 Goéland, ambulancia aérea del Armé de l´Air; aeropuerto de Mánchester en 1947

C.440 (1935)
Prototipo más los dos primeros aviones de serie, con motores Renault 6P de 180 hp.
C.441 (1935)
Tres construidos; diedro añadido de 3° a las secciones alares exteriores, con motores Renault 453 de 200 hp.
C.444 (1936)
Primera versión con motores Renault 6Q-00 y 6Q-01 y hélices contrarrotativas, adoptadas en todas las versiones posteriores, 17 construidos.
C.445 (1936)
Similar al C.444, con diedro alar aumentado a 4°; motores Renault 6Q-00/01, 17 construidos.
C.445/1 (1939-1943)
Motores Renault 6-Q-10/11, 849 ejemplares construidos.
C.445 EF (1942-43)
Con motores Renault 6Q-10/11, 120 ejemplares.
C.445/3
Versión de producción de posguerra, con motores Renault 6Q-10 y 6Q-11 y hélices contrarrotativas, 25 completados.
C.445M (1939)
Versión militarizada con disposición interna variable, con motores Renault 6-Q-00/01, 90 construidos.
C.445R
Variante de largo alcance con depósitos de combustible adicionales en la cabina de pasaje, uno construido.
C.446 Super Goéland  (1943)
Renault 12-R-01/02 de 450 hp, uno construido.
C.447 (1942-47)
Versión de ambulancia aérea con capacidad para cuatro camillas y un sanitario, 25 construidos.
C.448 (a partir de 1936)
Versión motorizada por dos Renault 6Q-02 y 03 de 240 hp sobrealimentados por compresores, con peso máximo en despegue aumentado a 3700 kg, siete construidos.
C.449 (1945-48)
Modelo de producción final, la mayoría después de la guerra: 349 construidos, incluidos los subtipos siguientes: 24 C.449 básicos, 298 C.449/1, /2 y /3, y 27 C.449/4 y /5; el C.449/4 era una versión especializada en reconocimiento fotográfico y cartografía.

## Operadores
Alemania
- Deutsche Luft Hansa
- Luftwaffe

 Bélgica
- Force Aérienne belge/Belgische Luchtmacht
- Sabena

 Bulgaria
- Reales Fuerzas Aéreas

 República Española
- LAPE
- Fuerzas Aéreas de la República Española

 España
- Ejército del Aire

 Eslovaquia
- Fuerza Aérea Eslovaca (SVZ)

 Francia
- Air Bleu
- Aéromaritime[1]
- Aeronavale
- Aigle Azur
- Air France
- Armee de l'Air
- Compagnie Air Transport (CAT)
- Forces aériennes françaises libres
- Règie Air Afrique[1]
- Section Civile de Liaisons Aériennes Metropolitaines (Francia de Vichy)

 Reino de Yugoslavia
- Aeroput
- Real Fuerza Aérea Yugoslava

## Especificaciones (C.445M Goéland)
Referencia datos: Enciclopedia Ilustrada de la Aviación Vol 5 pag 1079

### Características generales
- Tripulación: Dos
- Capacidad: Seis pasajeros
- Longitud: 13,7 m (44,9 ft)
- Envergadura: 17,6 m (57,7 ft)
- Altura: 3,4 m (11,2 ft)
- Superficie alar: 42 m² (452,1 ft²)
- Peso vacío: 2292 kg (5051,6 lb)
- Peso máximo al despegue: 3500 kg (7714 lb)
- Planta motriz: 2× motor lineal invertido seis cilindros refrigerado por aire Renault 6Q-00/01/08/09 Bengali.
  - Potencia: 164 kW (226 HP; 223 CV) cada uno.

### Rendimiento
- Velocidad máxima operativa (Vno): 300 km/h (186 MPH; 162 kt)
- Velocidad crucero (Vc): 261 km/h (162 MPH; 141 kt)
- Alcance: 1000 km (540 nmi; 621 mi)
- Techo de vuelo: 7000 m (22 966 ft)

## Aeronaves relacionadas

### Aeronaves similares
- Koolhoven F.K.50

### Secuencias de designación
- Secuencia C._ (interna de Caudron): ← C.410 - C.400 - C.430 - C.440 - C.450 - C.460 - C.480 →
- Secuencia Numérica (Aeronaves del Ejército del Aire español (1939-1945)): ← 30 (XVII) - 30 (XVIII) - 31 (I) - 31 (II) - 32 - 33 - 35 →
- Secuencia Numérica (designaciones del RLM 1933-1945): ← Ar 432 - Do 435 - Ar 440 - 8-445 - DFS 446 - Ju 452 - Me 462 →